# 草場公邦
草場 公邦（くさば としくに、1937年2月19日 - 2008年10月31日）は、日本の数学者。

## 略歴
東京生まれ。1961年東京大学理学部数学科卒、同大学院修士課程修了。エコール・ノルマル・シュペリウールを経て東京都立大学 (1949-2011)助手、東海大学理学部助教授、教授。2008年定年、名誉教授。

## 著書
- 『整数論』日本放送出版協会 (現代数学への序章) 1974
- 『数理と発想』創拓社 1978
- 『行列特論』裳華房 (基礎数学選書) 1979
- 『代数と幾何なるほどゼミナール 数学オンチ版』日本実業出版社 1982
- 『数の不思議』1983 講談社現代新書
- 『数学の考え方いろいろ 類推と比例式…』遊星社 1986
- 『線型代数』朝倉書店 (すうがくぶっくす) 1988
- 『ガロワと方程式』朝倉書店 (すうがくぶっくす) 1989

### 共著
- 『代数の世界』渡辺敬一共著 朝倉書店 (すうがくぶっくす) 1994